# Henry Paixhans
Henry-Joseph Paixhans, francoski general in izumitelj, * 1783, † 1854.
1. ↑  Roglo — 1997.